# Eli Hurvic
Elijahu „Eli“ Hurvic (hebrejsky אליהו "אלי" הורביץ‎, 1932 – 21. listopadu 2011) byl izraelský průmyslník a předseda správní rady a bývalý generální ředitel Teva Pharmaceutical Industries.

## Biografie
Narodil se v Jeruzalémě ještě za dob britské mandátní Palestiny a v jeho dvou letech se jeho rodina přestěhovala do Tel Avivu. V květnu 1948 byl společně se svými spolužáky odveden do Izraelských obranných sil, aby bojoval v izraelské válce za nezávislost. Počátkem roku 1949 se po pěti měsících vrátil ke studiu a dokončil maturitní zkoušku (bagrut). Po dokončení střední školy se stal členem kibucu Tel Kacir, kde se seznámil s Daliou Solomonovou. V červnu 1953 měli svatbu a v říjnu téhož roku opustili kibuc.
Studoval ekonomii na Hebrejské univerzitě v Jeruzalémě a během svých studií si vydělával mytím nádobí v laboratořích společnosti Assia Chemical Labs Ltd., kde pracoval otec jeho manželky. Po dokončení studií na Hebrejské univerzitě v roce 1957 se ve společnosti přesunul na kancelářské a výkonné pozice. V roce 1964 se Assia sloučila se společností Zori a v roce 1969 získala kontrolní podíl v Tevě. V roce 1976 se tyto tři společnosti sloučily v Teva Pharmaceutical Industries Ltd. a Hurvic se stal jejím výkonným generálním ředitelem (chief executive officer). Na tuto funkci rezignoval v roce 2002, kdy ji předal Jisra'eli Makovovi, avšak i nadále zůstal předsedou správní rady společnosti.
V letech 1974 až 1978 působil jako předseda Izraelského exportního institutu. V roce 1981 byl učiněn prezidentem Israel Manufacturers Association a v této funkci působil až do roku 1986. V letech 1985 až 1986 vedl ekonomický plán tehdejšího premiéra Šimona Perese pro boj s inflací, za který mu byla udělena Industry Prize. V roce 1986 byl jmenován předsedou správní rady banky Leumi. V roce 1987 na tuto funkci rezignoval poté, co bylo jeho jméno spojováno s izraelskou akciovou krizí z roku 1983.
V letech 1989 až 1992 byl předsedou Jeruzalémské rozvojové správy, v letech 1991 až 1995 zastával post člena poradního výboru Izraelské banky, v letech 1997 až 2004 byl ředitelem Koor Industries Ltd. a v letech 1992 až 1994 byl ředitelem Magal Security System Ltd. Působil však i v akademických institucích: v letech 1989 až 1995 byl předsedou výkonného orgánu Weizmannova institutu věd, od roku 2001 byl členem rady guvernérů Telavivské univerzity, od roku 1997 byl ředitelem Vishay Technologies a od roku 2002 byl předsedou Izraelského demokratického institutu.
V březnu 1996 byl obžalován z daňového úniku ve výši 18 milionů dolarů v rámci podnikových daní, coby ředitel dceřiné společnosti Tevy – Promedico. V roce 1998 byl odsouzen Jeruzalémským distriktním (okresním) soudem, avšak v roce 2000 jej izraelský Nejvyšší soud zprostil všech obvinění.

## Ocenění
Byl nositelem řady čestných doktorátů z různých izraelských univerzit. V roce 1990 mu byl udělen čestný doktorát na Technionu, v roce 1994 Weizmannovým institutem věd, v roce 2002 na Ben Gurionově univerzitě v Negevu a v roce 2004 na Telavivské univerzitě.
V roce 2002 mu byla udělena Izraelská cena za celoživotní dílo a mimořádný přínos izraelské společnosti a státu.
V roce 2005 byl společností Dun & Bradstreet jmenován obchodním leaderem desetiletí (Business Leader of the Decade).
V letech 2002 až 2005 působil jako člen mezinárodní rady Belfer Center for Science and International Affairs. V roce 2005 byl v internetové soutěži 200 největších Izraelců zvolen 85. největším Izraelcem všech dob. V roce 2006 odhadl americký časopis Forbes jeho jmění na 500 milionů dolarů a zařadil jej mezi 30 nejbohatších Izraelců. V roce 2008 byl zvolen třetím nejuznávanějším manažerem izraelského trhu.